# Дюрбе Ахмед-бея
Дюрбе кубовидне (Дюрбе Ахмед-бея) — пам'ятка архітектури, що розташована по вул. Будьоного на території міста Бахчисарай Автономної Республіки Крим.

## Архітектура
Невелика кам'яна споруда кубічної форми зі стороною 7,15 м, яка переходять з чотирикутника на восьмикутник, що тримає баню. Перекрита напівсферичним куполом на вітрилах. Облицьована каменем по рядової кладки. Купол складений із черепашника. Стіни всередині покриті штукатуркою. Поруч із гробницею розташований мімбер, який являє собою кам'яну восьмикутну в плані башточку у вигляді мінарету, увінчану шатром. До неї веде зовнішні сходи зі сходинками з кам'яних плит.

## Збереження
Об'єкт був включений до списку пам'яток архітектури постановою Ради міністрів Української РСР в 1963 році . У 2020 включений до Державного реєстру нерухомих пам'яток України. З 2014 року пам'ятка перебуває в зоні російської окупації, окупаційною владою пам'ятку включено до переліку об'єктів культурної спадщини Росії федерального значення.
Як і інші дюрбе, які збереглися у Криму, ця споруда виконувала функції мавзолею, в якому був похований Ахмед-бей, який помер 1577 р., про що повідомляється на надмогильній стелі, знайденій 1921 р. поблизу входу у мавзолей. Подібні споруди (мечеті) є у Східному Криму, і там їх датують XIII і поч. XVI ст. Подібне дюрбе збереглося також у с. Айвове Бахчисарайського району.